# Tibor Šabo
Tibor Šabo, též Tibor Szabo, původně Sabó (16. února 1914 Staska – ???), byl slovenský a československý politik a poválečný poslanec Ústavodárného Národního shromáždění za Stranu slobody. Po roce 1948 žil v exilu.

## Biografie
V roce 1938 získal titul doktora práv na Univerzitě Komenského v Bratislavě.
V prosinci 1946 byl členem užšího předsednictva Strany slobody. V parlamentních volbách v roce 1946 se stal členem Ústavodárného Národního shromáždění za Stranu slobody, která ovšem ve volbách získala jen nepatrný díl hlasů a pouhé tři mandáty v Národním shromáždění. V parlamentu setrval do roku 1948.
Bydlel v Svätém Kríži nad Hronom. Po únorovém převratu Šabo odešel do emigrace. Zasedal v Radě svobodného Československa, finančně ho podporoval Hubert Ripka a exiloví čeští národní socialisté. Členem Rady svobodného Československa byl od roku 1949 a zastával funkci místopředsedy jejího oblastního výboru v Paříži. Byl představitelem exilové Strany slobody. V 50. letech se ve zprávách československého ministerstva vnitra uvádí, že Šabo se v emigraci aktivně neprojevuje.